# ساینده

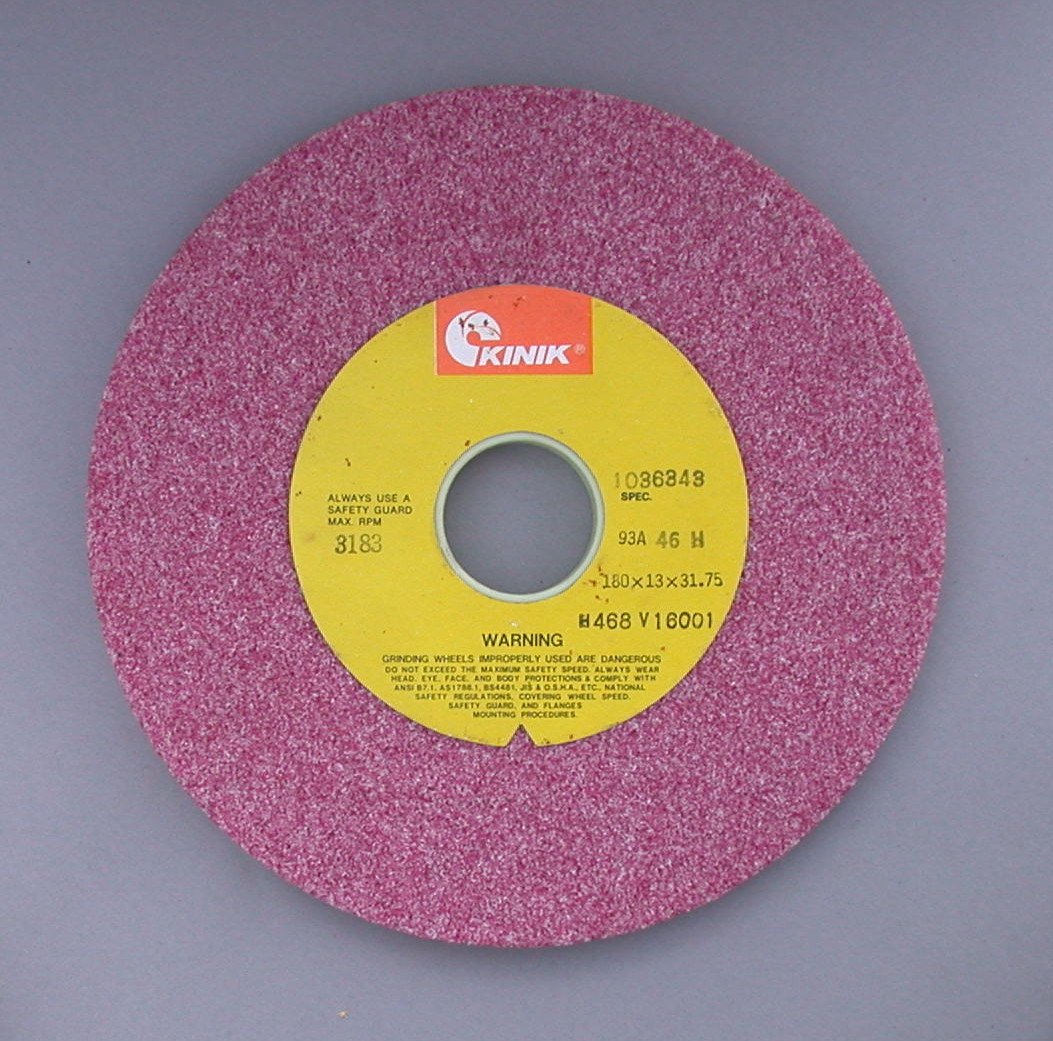
از مواد ساینده چسبیده بهم برای ساخت چرخ‌های سنگ‌زنی استفاده می‌شود.

ساینده (به انگلیسی: Abrasive) ماده سختی است که می‌تواند سایر مواد را بریده یا خراش دهد. از ساینده‌ها به صورت گسترده‌ای در مصارف خانگی، صنعتی و فنی استفاده می‌شود، به همین دلیل ساینده‌ها در اشکال مختلف و خواص شیمیایی و فیزیکی مختلفی ساخته می‌شوند. از کاربردهای متداول ساینده‌ها می‌توان به استفاده در سنگ زنی، صیقل کاری، هونینگ، برشکاری، دریل کاری، تیز کاری، لپینگ و سنباده زنی اشاره کرد (ماشین کاری سایشی را ببینید).
باید توجه داشت که سوهان‌ها ساینده محسوب نمی‌شوند. سوهان با دندانه‌های تیزی که دارد سطح را مانند اره برش می‌دهد و این کار با سایش یا مالش انجام نمی‌شود. البته سوهان‌های الماس دار نوعی ساینده محسوب می‌شوند (آنها در حقیقت میله‌هایی با ذرات ریز الماس چسبیده به آن هستند).
سختی، که به صورت قابلیت ماده به مقاومت در برابر نفوذ یک جسم نفوذکننده تعریف می‌شود، ویژگی اصلی مواد ساینده است. دو عامل مهم دیگر در ساینده‌ها عبارتند از: فرسایش (attrition) و شکنندگی (friability). فرسایش به عمل ساییده شدن ذرات ساینده گفته می‌شود که باعث ایجاد لبه‌های کند، تخت شدن آنها، و صیقلی شدن چرخ سنگ‌زنی می‌شود. شکنندگی به شکستن و گسیختن ذرات گفته می‌شود که نقطه مقابل چقرمگی است. در سنگ‌زنی اهمیت زیادی وجود دارد که ذرات چرخ سنگ‌زنی بتوانند گسیخته شوند تا ذرات جدید و تیز ظاهر شوند.

## ساینده‌های متداول و کاربرد آنها

### ساینده‌های طبیعی
ساینده‌های طبیعی از زمان‌های بسیار دور وجود داشته‌اند. به عنوان مثال، ماسه سنگ توسط مردم باستان برای تیز کردن ابزار و سلاح استفاده می‌شد. چرخ‌های سنگ سنباده اولیه از تخته سنگ‌های ماسه سنگ بریده می‌شدند، اما به دلیل اینکه کل ساختار آنها یکنواخت نبود، به صورت غیریکنواخت خورده می‌شدند و نتایج یکنواختی تولید نمی‌کردند. سنگ امری (Emery)، که مخلوطی از آلومینا (Al2O3) و مگنتیت (Fe3O4) است، ساینده طبیعی دیگری است که امروزه همچنان مورد استفاده قرار می‌گیرد و روی کاغذ و پارچه پوشش داده شده (کاغذ سنباده امری) استفاده می‌شود. کروندوم (Al2O3 طبیعی که یاقوت کبود و یاقوت سرخ از انواع آن هستند) و الماس دیگر مواد ساینده طبیعی هستند. امروزه تنها ساینده‌های طبیعی که از اهمیت تجاری برخوردار هستند کوارتز، ماسه، گارنت و الماس هستند. به عنوان مثال، کوارتز در درجه اول در ساینده‌های روکش شده (برای مثال کاغذ سنباده) و در ساب پاشی استفاده می‌شود، اما ساینده‌های مصنوعی نیز در این کاربردها راه پیدا کرده‌اند.

### ساینده‌های مصنوعی
عمر ساینده‌های مصنوعی به سال ۱۸۹۱ میلادی بازمی‌گردد. در این سال ادوارد گودریچ آچسون، هنگام تلاش برای تولید سنگ‌های قیمتی، کشف کرد که چگونه کاربید سیلیسیم (SiC) را بسازد. کاربید سیلیسیم با شارژ کوره الکتریکی با ماسه سیلیس، کک نفتی، نمک و خاک اره ساخته می‌شود. با عبور جریان‌های بسیار زیاد از داخل مواد شارژ شده، دماهایی بیش از ۲۲۰۰ درجه سلسیوس برای چند ساعت حفظ می‌شود، و توده ای جامد از کریستال‌های کاربید سیلیسیم حاصل می‌شود. پس از خنک شدن کوره، این توده جامد از کریستال‌ها برداشته شده، پس از خرد کردن گریدبندی یا بر اساس اندازه‌های دلخواه طبقه‌بندی می‌شوند. دانه‌ها یا سنگ ریزه‌های (Grit) حاصل شکل نامنظمی داشته و لبه‌های برش آنها هر زاویه ای ممکن است داشته باشد. بلورهای کاربید سیلیسیم بسیار سخت (سختی نوپ ۲۴۸۰)، شکننده (friable) و نسبتاً ترد (brittle) هستند. این امر استفاده از آنها را محدود می‌کند. کاربید سیلیسیم با نام‌های تجاری Carborundum و Crystolon به فروش می‌رسد.
اکسید آلومینیوم (Al2O3) پرکاربردترین ساینده مصنوعی است. این ماده نیز در کوره قوس الکتریکی از بوکسیت، براده‌های آهن و مقدار کمی کک تولید می‌شود. این ماده حاوی هیدروکسید آلومینیوم، اکسید فریک، سیلیس و سایر ناخالصی‌ها است. اکسید آلومینیوم تشکیل شده، خرد شده و سپس بر اساس اندازه ذرات درجه‌بندی می‌شوند. نام‌های تجاری رایج ساینده‌های اکسید آلومینیوم Alundum و Aloxite است. اگرچه اکسید آلومینیم نسبت به کاربید سیلیسیم نرم‌تر است (سختی نوپ ۲۱۰۰)، اما به‌طور قابل توجهی چقرمگی بالاتری دارد. در نتیجه این ماده ساینده عمومی بهتری است.

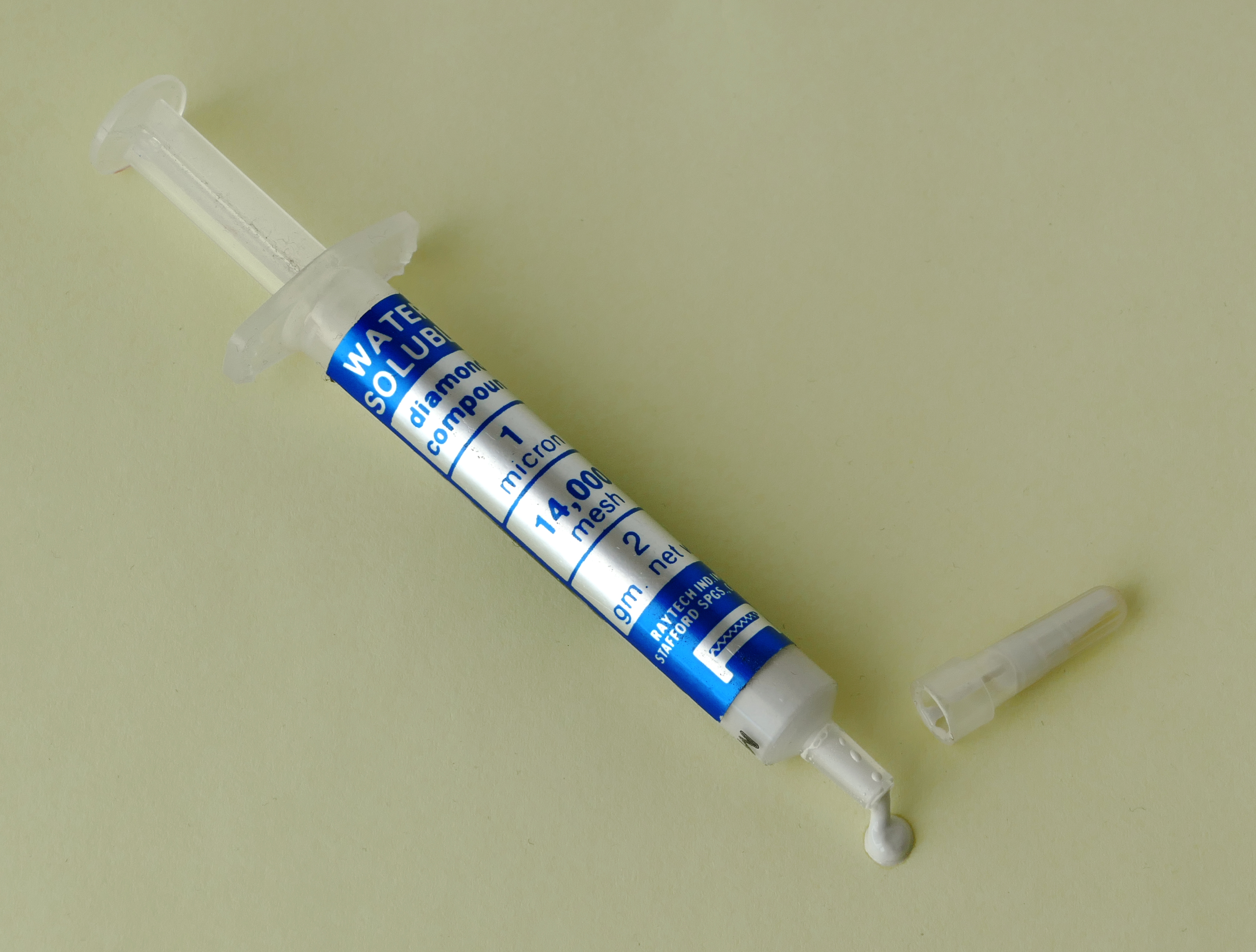
خمیر حاوی پودر الماس با سایز دانه ۱ میکرومتر جهت انجام صیقل کاری و پرداخت سطح

الماس‌ها از همه مواد سخت‌تر هستند. آنهایی که به عنوان ساینده استفاده می‌شوند یا سنگ‌های طبیعی، با رنگ نامناسب هستند که گارنت نامیده می‌شوند و برای استفاده به عنوان گوهر مناسب نیستند یا سنگ‌های مصنوعی کوچکی هستند که به‌طور خاص به عنوان ساینده ساخته شده‌اند. سنگ‌های مصنوعی تولید شده تا حدودی شکننده تر هستند، به همین دلیل برش سریعتر و خنک تری دارند. الماس‌های مصنوعی در چرخ‌های سنگ زنی با چسب فلزی عملکرد مطلوبی ندارند. از چرخ‌های الماس به‌طور گسترده‌ای در تیزکردن ابزارهای برشی کاربیدی و سرامیکی استفاده می‌شود. از الماس معمولاً فقط در مواردی استفاده می‌شود که ساینده‌های ارزان قیمت نتایج مطلوبی نداشته باشند. از گارنت‌ها به‌طور عمده به صورت پودرهای ریز خرد شده و درجه‌بندی شده برای پرداخت ریز و نهایی استفاده می‌شود.

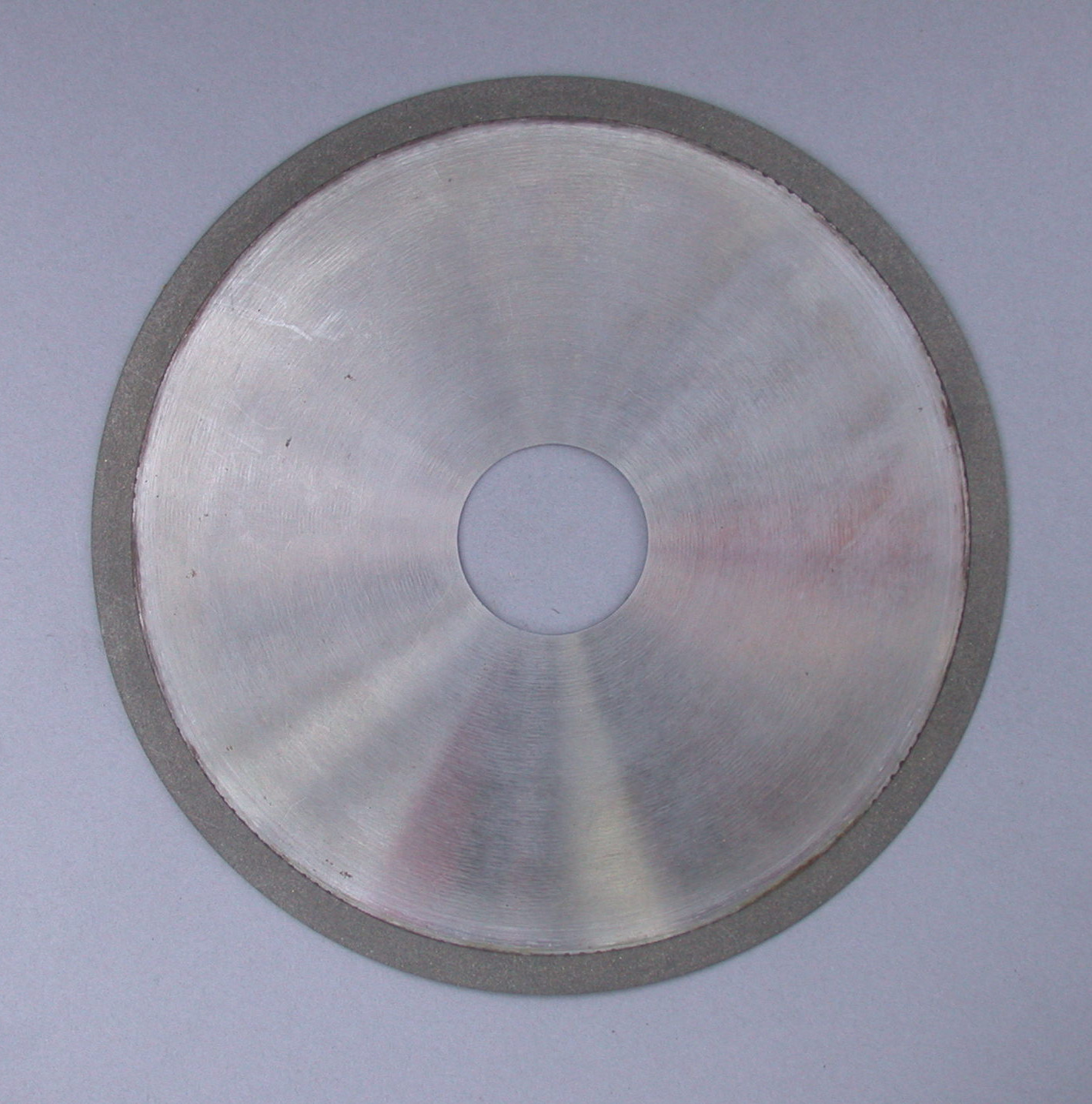
یک چرخ الماس که برای برش مواد بسیار سخت مانند ابزارهای کاربید سیلیسیم از آن استفاده می‌شود.

نیترید بور مکعب (c-BN یا CBN) در طبیعت یافت نمی‌شود. این ماده با ترکیبی از گرما و فشار بسیار بالا در حضور کاتالیزور تولید می‌شود. CBN فوق‌العاده سخت می‌باشد (سختی نوپ ۴۷۰۰). این ماده به عنوان دومین ماده سخت شناخته می‌شود و از آن و الماس به عنوان ابرساینده (Superabrasive) یاد می‌شود. با این حال، سختی همه چیز نیست. CBN در ویژگی مقاومت گرمایی بسیار بهتر از الماس عمل می‌کند. در دمای ۶۵۰ درجه سلسیوس، که الماس ممکن است شروع به تبدیل شدن به دی‌اکسید کربن کند، CBN همچنان سختی و یکپارچگی شیمیایی خود را حفظ می‌کند. با رسیدن به دمای ۱۴۰۰ درجه سلسیوس، CBN از شکل مکعبی به شکل شش ضلعی تغییر می‌کند و سختی خود را از دست می‌دهد. از CBN می‌توان با موفقیت برای سنگ زنی آهن، فولاد و آلیاژهای آهن، آلیاژهای مبتنی بر نیکل و سایر مواد استفاده کرد. CBN روی مواد سخت شده (با سختی ۵۰ راکول C به بالا) دارای عمر چرخ طولانی، نسبت G بالا، کیفیت سطح خوب، بدون سوختگی و رد لرزش (Chatter)، و دارای ضایعات کم است و باعث افزایش کلی قطعات تولید شده در هر شیفت کاری می‌شود. همچنین می‌توان از آن برای فولاد نرم در شرایط خاصی استفاده کرد. CBN در سرعت سنگزنی معمولی (۳۰ تا ۶۰ متر بر ثانیه) عملکرد خوبی دارد، که باعث کاهش هزینه کل سنگ زنی با تجهیزات معمولی می‌شود. CBN همچنین می‌تواند در سرعت‌های سنگزنی بالا (۶۰ متر بر ثانیه و بالاتر) عملکرد خوبی داشته باشد و کارایی ماشین ابزارهای آینده را افزایش دهد. CBN می‌تواند مشکل موادی که سنگ زنی آنها دشوار است را حل کند و علیرغم اینکه قیمت بالایی دارد می‌تواند در بسیاری از عملیات‌های سنگ زنی باعث تولید سود شود. CBN توسط شرکت جنرال الکتریک با نام تجاری Borazon تولید می‌شود.

## تولید ساینده‌ها
ساینده‌ها برای اهداف مختلف به اشکال مختلفی ساخته می‌شوند. ساینده‌های طبیعی معمولاً یه شکل بلوک‌های مستطیلی فروخته می‌شود. ساینده‌های طبیعی و مصنوعی معمولاً در طیف گسترده‌ای از اشکال موجود هستند، که اغلب به صورت ساینده‌های بهم چسبیده (bonded abrasives) یا ساینده‌های روکش شده (coated abrasives) فروخته می‌شوند، از جمله به شکل: بلوک، تسمه، دیسک، چرخ، ورق، میله و دانه‌های سست.

### ساینده‌های بهم چسبیده

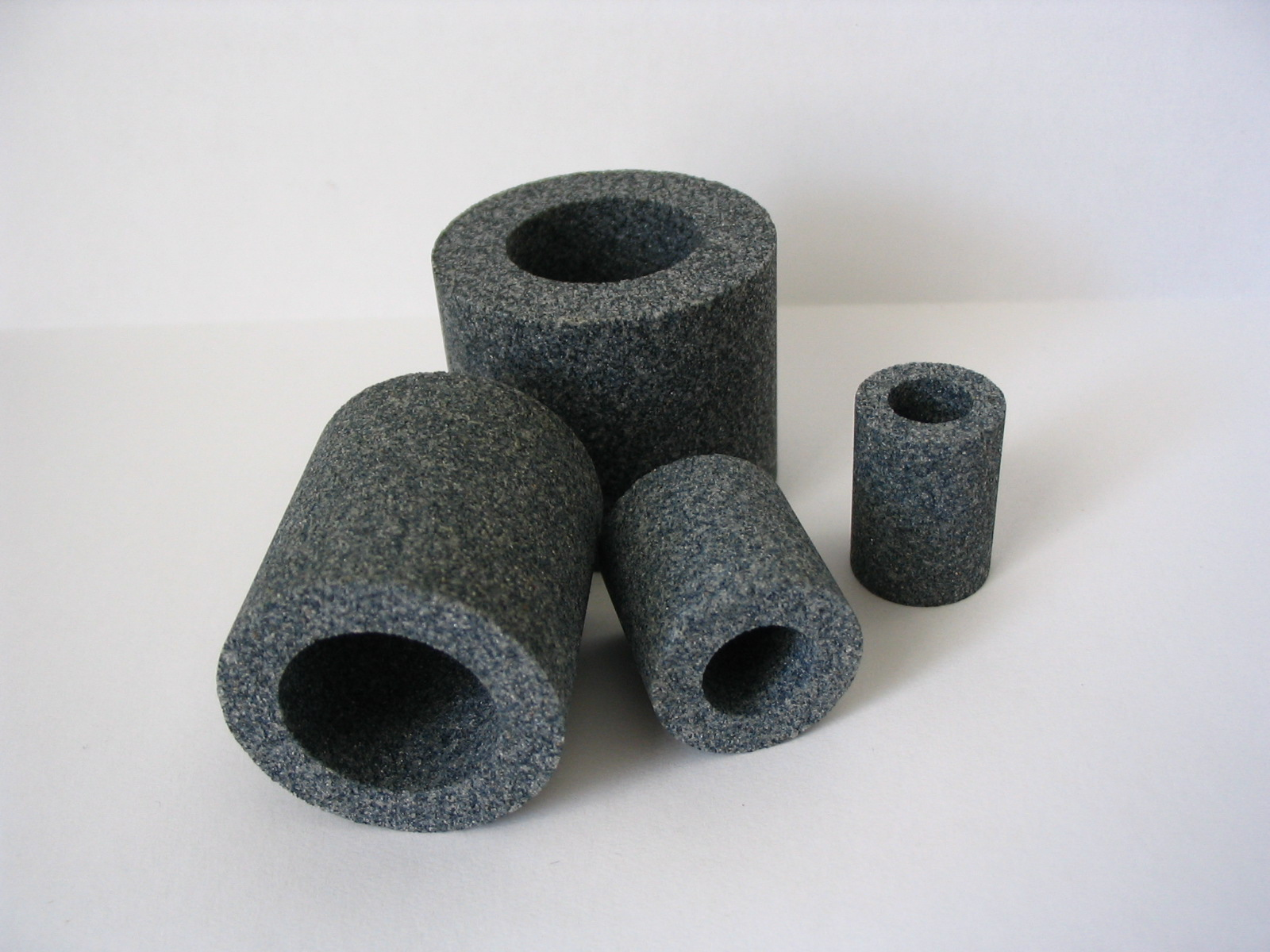
انواع سنگ سنباده که نمونه ای از ساینده‌های چسبیده بهم هستند.

ساینده بهم چسبیده متشکل است از مواد ساینده در داخل یک زمینه (matrix) که آنها را بهم می‌چسباند، هرچند ساینده‌های آلومینیم اکسید ریز ممکن است از طریق تفجوشی ساخته شوند. به این ماده زمینه، بایندر یا چسب می‌گویند و معمولاً یک نوع خاک رس، رزین، شیشه یا لاستیک است. این ترکیب چسب و ساینده معمولاً به شکل بلوک، چرخ یا میله درآورده می‌شوند. متداول‌ترین ساینده مورد استفاده آلومینیم اکسید است. از کاربید سیلیسیم، کاربید تنگستن یا گارنت (garnet) نیز استفاده می‌شود. سنگ‌های چاقو تیزکنی مصنوعی معمولاً مواد ساینده چسبیده بهم هستند که هر طرف آن سایز دانه مختلفی دارد.
چرخ‌های سنگ زنی استوانه‌هایی هستند که با سرعت زیاد چرخانده می‌شوند. در چرخ سنگ زنی سرعت بالای بین ساینده و قطعه کار استفاده از روانکار را الزامی می‌کند. در حالی که زمانی با پدال پا یا میل لنگ دستی چرخانده می‌شدند، استفاده از موتورهای الکتریکی دوربالا، ساخت چرخ را برای مقاومت در برابر نیروی شعاعی زیاد ضروری می‌کند تا از شکستن و پرتاب شدن چرخ هنگام چرخش جلوگیری کند. مشابه این مشکل در سنگ‌های فرز برش نیز وجود دارد که درآنها نیز مواد با الیافی تقویت می‌شوند. سرعت نسبی زیاد بین ساینده و قطعه کار اغلب استفاده از نوعی روان‌کننده را ضروری می‌کند. به‌طور سنتی، این مواد را خنک‌کننده می‌نامند، چراکه برای جلوگیری از ایجاد گرمای اصطکاکی که می‌تواند به قطعه کار آسیب برساند، استفاده می‌شود (برای مثال از بین بردن عملیات حرارتی تمپرینگ که بر روی تیغه انجام شده‌است). بعضی تحقیقات و آزمایشات نشان می‌دهد که خاصیت انتقال حرارت روانکار وقتی که با فلز سر و کار داریم کم‌اهمیت است به این دلیل که فلزات گرما را به سرعت منتقل می‌کنند. خاصیت مهم‌تر تأثیر آن‌ها در کم کردن تنش کششی است.
ساینده‌های بهم چسبیده بعد از استفاده نیاز به مراقبت ویژه دارند. بعد از استفاده باید سطح آن‌ها از ضایعات تمیز شود تا سطح تازه نمایان شود. این تمیز کردن ممکن است با اب و برس کشیدن با برس سفت برای سنگ‌های نرم یا کشیده شدن ساینده روی ساینده دیگر انجام شود مانند استفاده از الومینیم اکسید برای تمیز کردن چرخ سنگ زنی.

### ساینده پوشش داده شده
ساینده پوشش داده شده شامل ساینده‌ای است که در پشت آن ماده‌ای چسبیده مانند کاغذ، پارچه، لاستیک، رزین، پلی استر، و حتی فلز که بیشترین آن‌ها انعطاف‌پذیر است. سنباده نمونه متداولی از ساینده پوشش داده شده‌است. مواد ساینده استفاده شده در ساینده‌های پوشش داده شده مانند ساینده‌های اتصالی است. عامل اتصال (معمولاً نوعی چسب یا رزین) برای ایجاد صفحه‌ای صاف استفاده می‌شود که سنگ ریزه‌ها به آن می‌چسبند

## مواد ساینده معمول
| نام            | شماره ثبت CAS | سختی موس | سختی نوپ |
| -------------- | ------------- | -------- | -------- |
| تالک           | ۱۴۸۰۷-۹۶-۶    | ۱        |          |
| ژیپس           | ۱۳۳۹۷-۲۴-۵    | ۲        |          |
| کلسیت          | ۱۳۳۹۷-۲۶-۷    | ۳        |          |
| فلوریت         | ۷۷۸۹-۷۵-۵     | ۴        |          |
| آپاتیت         | ۱۳۰۶-۰۵-۴     | ۵        |          |
| اورتوکلاز      | ۱۲۲۵۱-۴۴-۴    | ۶        |          |
| کوارتز         | ۱۴۸۰۸-۶۰-۷    | ۷        | ۸        |
| توپاز          | ۱۳۰۲-۵۹-۶۶    | ۸        | ۱۳       |
| کوراندوم       | ۱۳۰۲-۷۴-۵     | ۹        | ۲۰       |
| کاربید سیلسیوم | ۴۰۹-۲۱-۲      |          | ۲۴       |
| الماس          | ۷۷۸۲-۴۰-۳     | ۱۰       | ۷۸       |